# Bob Nelson
Pour les articles homonymes, voir Nelson.
Robert (Bob) Nelson, né à Yankton (Dakota du Sud) le 18 juillet 1956, est un scénariste américain.

## Filmographie

### Scénariste
- 2013 : Nebraska d'Alexander Payne
- 2016 : The Confirmation

### Réalisateur
- 2016 : The Confirmation